# Sermaises
Sermaises é uma comuna francesa na região administrativa do Centro, no departamento Loiret. Estende-se por uma área de 21,13 km². Em 2010 a comuna tinha 1 687 habitantes (densidade: 79,8 hab./km²).